# Danny Castillo
Daniel Alfonso Castillo, meglio conosciuto come Danny Castillo (San Francisco, 25 agosto 1979), è un lottatore di arti marziali miste statunitense, cintura marrone di Jiu jitsu brasiliano.
Combatte nella divisione dei pesi leggeri per la promozione statunitense UFC. Combatte da Sacramento, Stati Uniti e si allena con Urijah Faber.

## Carriera nelle arti marziali miste
Castillo cominciò ad allenarsi nelle arti marziali miste quando si unì alla squadra di wrestling del liceo a Sacramento. Dopo aver lascito la scuola privata, Castillo si diplomò alla Laguna Creek High School e andò al Menlo College; successivamente nel 2004 divenne l'All American nella NAIA. Il suo soprannome "Last Call" gli venne dato al liceo, dopo che riusciva a svolgere molto decentemente gli allenamenti mattutini dopo aver bevuto molto alcol il giorno precedente fino allo sfinimento (Last Call).
Fece il suo debutto nella MMA come professionista nel novembre del 2007, combattendo due volte in un mese e vincendo entrambi gli incontri al primo round per sottomissione. Dopo aver firmato il 3 a 0, Castillo entrò a far parte della settima card della Palace Fighting Championship, dove affrontò Andy Salazar e vinse sempre per sottomissione.
Ottenne la sua quinta vittoria dopo aver sconfitto il veterano della Strikeforce, Isaiah Hill. Subito dopo firmò un contratto con la WEC.

### World Extreme Cagefighting
Castillo debutto in WEC 34 contro Donald Cerrone, sostituendo l'infortunato Rich Crunklin. Cerrone lo sconfisse al primo round con una armbar.
Affrontò Rafaël Dias all'evento WEC 36, vincendo per KO Tecnico al secondo round.
Quattro mesi dopo si scontrò con Phil Cardella all'evento WEC 39. Castillo vinse per decisione non unanime.
Successivamente sconfisse Ricardo Lamas, vincendo il suo terzo incontro di fila in WEC.
Castillo venne sconfitto a WEC 44 da Shane Roller.
Danny cercò la sua redenzione affrontando Anthony Pettis a WEC 47, ma venne sconfitto per KO dopo essere stato colpito da un calcio in testa.
Il 18 agosto del 2010, riuscì a sconfiggere il nuovo entrante Dustin Poirier per decisione unanime a WEC 50.
Subito dopo affrontò Will Kerr il 16 dicembre, 2010 a WEC 53. Vinse l'incontro per KO al primo round.

### Ultimate Fighting Championship
Il 10 ottobre del 2010, la WEC fu acquistata dalla Ultimate Fighting Championship; tutti i lottatori della WEC vennero trasferiti alla UFC. Il 31 dicembre 2010, Castillo divenne ufficialmente un lottatore della UFC firmando un contratto per quattro incontri.
Fece il suo debutto in UFC, il 3 marzo 2011 contro Joe Stevenson all'evento UFC Live: Sanchez vs. Kampmann. Castillo controllò l'intero match e vinse per decisione unanime.
Castillo affrontò Jacob Volkmann il 14 agosto 2011, all'evento UFC on Versus 5. Perse l'incontro per decisione unanime (29-28, 29-28, 29-28).
Vinse contro Shamar Bailey il 19 novembre 2011 a UFC 139, per KO tecnico al primo round.
Castillo affrontò Anthony Njokuani il 30 dicembre 2011, a UFC 141 sostituendo cinque settimane prima Ramsey Nijem. Durante l'incontro effettuò ottimi suplex bloccando l'avversario al tappeto. Vinse il match per decisione non unanime.
Castillo affrontò John Cholish il 5 maggio 2012, a UFC on Fox 3. Sconfisse Cholish per decisione unanime (30-27, 30-27, 30-27).
Castillo doveva affrontare Michael Johnson il 1º settembre 2012, a UFC 151. UFC 151 venne però cancellato, e il match venne spostato il 5 ottobre 2012, a UFC on FX 5. Dopo aver dominato il primo round e aver quasi sottomesso l'avversario, venne sconfitto per KO al secondo round.
Castillo affrontò Paul Sass il 16 febbraio 2013, a UFC on Fuel TV: Barao vs. McDonald. Castillo usò la sua esperienza nel ground and pound e vinse il match e decisione unanime.
Castillo doveva affrontare Bobby Green il 27 luglio 2013, a UFC on Fox 8. Ma, a metà luglio, Green subì un infortunio e fu sostituito da Tim Means. Castillo vinse per decisione unanime.
Castillo affrontò Edson Barboza il 14 dicembre 2014, a UFC on Fox 9. Dopo aver dominato il primo round, Castillo perse il secondo e anche il terzo, perdendo infine il match per decisione maggiorativa. Entrambi ottennero il bonus, Fight of the Night.
Castillo doveva scontrarsi con Isaac Vallie-Flagg il 26 aprile 2014, a UFC 172. La UFC rimosse Vallie-Flagg dalla card, e Castillo dovette affrontare Charlie Brenneman. Castillo vinse l'incontro per KO al secondo round.
Castillo doveva affrontare Tony Ferguson il 2 agosto 2014, a UFC 176. L'evento venne però cancellato, e l'incontro fu sposta il 30 agosto 2014, a UFC 177. Castillo perse l'incontro per decisione non unanime.
Nel 2015 avrebbe dovuto affrontare Rustam Khabilov ma quest'ultimo ebbe problemi ad ottenere un visto d'ingresso e di conseguenza venne sostituito dal debuttante Paul Felder: Castillo venne sconfitto per mezzo di uno spettacolare pugno girato in rotazione.
Il match con Khabilov venne riorganizzato per l'evento UFC on Fox: Dillashaw vs. Barão, ma ancora una volta il russo ebbe problemi con il visto d'ingresso per gli Stati Uniti, quindi la UFC decise di sostituirlo con Jim Miller. Castillo venne sconfitto per decisione non unanime.
A dicembre dovette affrontare Nik Lentz. Dopo un incontro molto equilibrato, venne sconfitto per decisione unanime portando così la sua striscia negativa a 4.

### Risultati nelle arti marziali miste
| Risultato | Record | Avversario        | Metodo                           | Evento                              | Data              | Round | Tempo | Luogo                        | Note               |
| --------- | ------ | ----------------- | -------------------------------- | ----------------------------------- | ----------------- | ----- | ----- | ---------------------------- | ------------------ |
| Sconfitta | 17-10  | Nik Lentz         | Decisione (non unanime)          | UFC on Fox: dos Anjos vs. Cerrone 2 | 19 dicembre 2015  | 3     | 5:00  | Orlando, Stati Uniti         |                    |
| Sconfitta | 17-9   | Jim Miller        | Decisione (non unanime)          | UFC on Fox: Dillashaw vs. Barão 2   | 25 luglio 2015    | 3     | 5:00  | Chicago, Stati Uniti         |                    |
| Sconfitta | 17-8   | Paul Felder       | KO (pugno girato)                | UFC 182: Jones vs. Cormier          | 3 gennaio 2015    | 2     | 2:09  | Las Vegas, Stati Uniti       |                    |
| Sconfitta | 17-7   | Tony Ferguson     | Sottomissione (rear naked choke) | UFC 177: Dillashaw vs. Soto         | 30 agosto 2014    | 3     | 5:00  | Sacramento, Stati Uniti      |                    |
| Vittoria  | 17-6   | Charlie Brenneman | KO (pugni)                       | UFC 172: Jones vs. Teixeira         | 26 aprile 2014    | 2     | 0:21  | Baltimora, Stati Uniti       |                    |
| Sconfitta | 16-6   | Edson Barboza     | Decisione (maggioranza)          | UFC on Fox: Johnson vs. Benavidez 2 | 14 dicembre 2013  | 3     | 5:00  | Sacramento, Stati Uniti      | Fight of the Night |
| Vittoria  | 16-5   | Tim Means         | Decisione (unanime)              | UFC on Fox: Johnson vs. Moraga      | 27 luglio 2013    | 3     | 5:00  | Seattle, Stati Uniti         |                    |
| Vittoria  | 15-5   | Paul Sass         | Decisione (unanime)              | UFC on Fuel TV: Barao vs. McDonald  | 16 febbraio 2013  | 3     | 5:00  | Londra, Inghilterra          |                    |
| Sconfitta | 14-5   | Michael Johnson   | KO (pugni)                       | UFC on FX: Browne vs. Bigfoot       | 5 ottobre 2012    | 2     | 1:06  | Minneapolis, Stati Uniti     |                    |
| Vittoria  | 14-4   | John Cholish      | Decisione (unanime)              | UFC on Fox: Diaz vs. Miller         | 5 maggio 2012     | 3     | 5:00  | East Rutherford, Stati Uniti |                    |
| Vittoria  | 13-4   | Anthony Njokuani  | Decisione (non unanime)          | UFC 141: Lesnar vs. Overeem         | 30 dicembre 2011  | 3     | 5:00  | Las Vegas, Stati Uniti       |                    |
| Vittoria  | 12-4   | Shamar Bailey     | KO Tecnico (pugni)               | UFC 139: Shogun vs. Hendo           | 19 novembre 2011  | 1     | 4:52  | San Jose, Stati Uniti        |                    |
| Sconfitta | 11-4   | Jacob Volkmann    | Decisione (unanime)              | UFC Live: Hardy vs. Lytle           | 14 agosto 2011    | 3     | 5:00  | Milwaukee, Stati Uniti       |                    |
| Vittoria  | 11-3   | Joe Stevenson     | Decisione (unanime)              | UFC Live: Sanchez vs. Kampmann      | 3 marzo 2011      | 3     | 5:00  | Louisville, Stati Uniti      | Debutto in UFC     |
| Vittoria  | 10-3   | Will Kerr         | KO (pugni)                       | WEC 53: Henderson vs. Pettis        | 16 dicembre 2010  | 1     | 1:25  | Glendale, Stati Uniti        |                    |
| Vittoria  | 9-3    | Dustin Poirier    | Decisione (unanime)              | WEC 50: Cruz vs. Benavidez 2        | 18 agosto 2010    | 3     | 5:00  | Las Vegas, Stati Uniti       |                    |
| Sconfitta | 8-3    | Anthony Pettis    | KO (calcio in testa e pugni)     | WEC 47: Bowles vs. Cruz             | 6 marzo 2010      | 1     | 2:17  | Columbus, Stati Uniti        |                    |
| Sconfitta | 8-2    | Shane Roller      | Sottomissione (rear-naked choke) | WEC 44: Brown vs. Aldo              | 18 novembre 2009  | 3     | 3:32  | Las Vegas, Stati Uniti       |                    |
| Vittoria  | 8-1    | Ricardo Lamas     | KO Tecnico (pugni)               | WEC 42: Torres vs. Bowles           | 9 agosto 2009     | 2     | 4:15  | Las Vegas, Stati Uniti       |                    |
| Vittoria  | 7-1    | Phil Cardella     | Decisione (non unanime)          | WEC 39: Brown vs. Garcia            | 1 marzo 2009      | 3     | 5:00  | Corpus Christi, Stati Uniti  |                    |
| Vittoria  | 6-1    | Rafael Dias       | KO Tecnico (pugni)               | WEC 36: Faber vs. Brown             | 5 novembre 2008   | 2     | 2:54  | Hollywood, Stati Uniti       |                    |
| Sconfitta | 5-1    | Donald Cerrone    | Sottomissione (armbar)           | WEC 34: Faber vs. Pulver            | 1 giugno 2009     | 1     | 1:30  | Sacramento, Stati Uniti      | Debutto in WEC     |
| Vittoria  | 5-0    | Isaiah Hill       | Sottomissione (rear-naked choke) | CCFC: Mayhem                        | 17 maggio 2008    | 1     | 2:46  | Santarosa, Stati Uniti       |                    |
| Vittoria  | 4-0    | Andy Salazar      | Sottomissione (pugni)            | Palace FC 7                         | 20 marzo 2008     | 1     | 1:02  | Lemoore, Stati Uniti         |                    |
| Vittoria  | 3-0    | Noah Shinable     | KO Tecnico (pugni)               | Cage Combat FC                      | 16 febbraio 2008  | 2     | 2:42  | Sonoma, Stati Uniti          |                    |
| Vittoria  | 2-0    | Gigo Jara         | Sottomissione (rear-naked choke) | GC 73: High Noon                    | 22 settembre 2007 | 1     | 3:45  | Sacramento, Stati Uniti      |                    |
| Vittoria  | 1-0    | Billy Terry       | Sottomissione (rear-naked choke) | GC 71: Lock-n-Load                  | 11 settembre 2007 | 1     | 2:10  | Porterville, Stati Uniti     |                    |